# К'єті
К'єті (італ. Chieti італійською: [ˈkjɛːti], місцеве [ˈkjeːti] ⓘ; неап. Chiete, абруцц.: Chjïétë, Chjìtë; лат. Teate) — місто та муніципалітет в Італії, у регіоні Абруццо, столиця провінції К'єті.
К'єті розташовані на відстані близько 150 км на схід від Рима, 65 км на схід від Л'Акуіли.
Населення — 52 163 особи (2014).

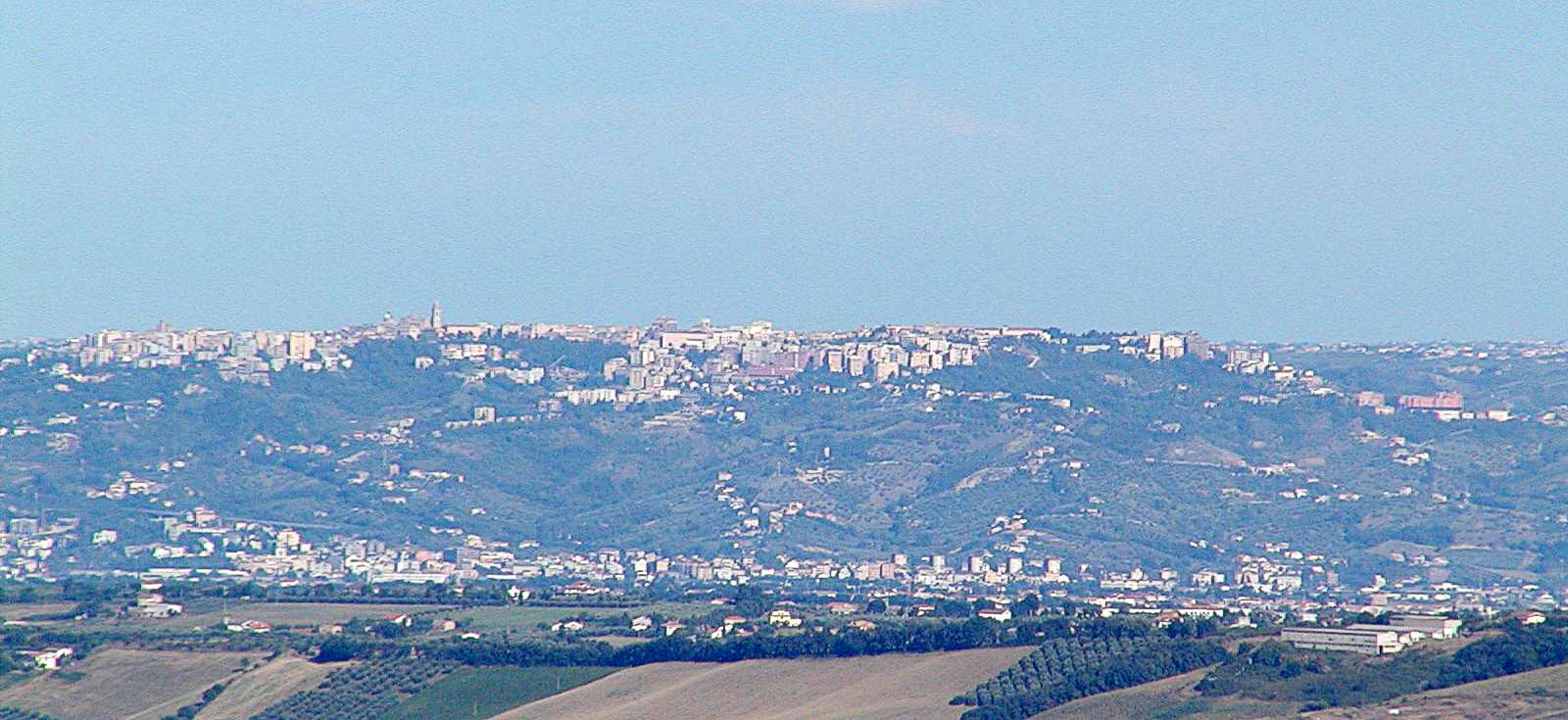

Щорічний фестиваль відбувається 11 травня. Покровитель — San Giustino di Chieti.

## Демографія
Населення за роками:

Станом на 1 січня 2023 року в муніципалітеті офіційно проживало 2506 іноземців з 95 країн, серед них 812 громадян країн Євросоюзу та 147 громадян України.

## Персоналії
- Марко ді Меко (* 1982) — італійський композитор, флейтист і поет.

## Сусідні муніципалітети
- Букк'яніко
- Казалінконтрада
- Чепагатті
- Франкавілла-аль-Маре
- Маноппелло
- Пескара
- Рипа-Театіна
- Рошано
- Сан-Джуянні-Театіно
- Торревеккія-Театіна